# Emil Hertzka
Emil Hertzka (Budapest, 3 agosto 1869 – Vienna, 9 maggio 1932) è stato un editore musicale ungherese naturalizzato austriaco.

## Biografia
Nel 1901 entra a far parte della casa editrice musicale di Vienna, Universal Edition, appena fondata in quel periodo. Nel 1907 divenne direttore e rimase in quella posizione fino alla sua morte. Fu grazie agli sforzi di Hertzka che l'UE si concentrò sempre più sulla pubblicazione della musica contemporanea. Al momento della sua morte a Vienna nel 1932, il catalogo dell'UE comprendeva quasi 10.000 opere, tra cui opere di Gustav Mahler, Arnold Schönberg, Alban Berg, Anton Webern, Alexander Zemlinskij, Franz Schreker, Alfredo Casella, Leoš Janáček, Karol Szymanowski, Béla Bartók, Zoltán Kodály, Kurt Weill, Hanns Eisler, Ernst Křenek, Darius Milhaud e Gian Francesco Malipiero.
Tra il 1932 e il 1938, la Fondazione di Emil Hertzka ha offerto un premio annuale alla composizione. Questo fu assegnato per la prima volta nel 1933, quando fu condiviso tra cinque compositori, vale a dire Roberto Gerhard, Norbert von Hannenheim, Julius Schloss, Ludwing Zenk e Leopold Spinner. Il premio fu vinto nel 1934 da Joseph Matthias Hauer nel 1934; nel 1936 da Viktor Ullmann, nel 1937 da Hans Erich Apostel e nel 1938 da Karl Amadeus Hartmann nel 1938. Nel 1934 Luigi Dallapiccola e Paul Dessau ricevettero un "Riconoscimento speciale".